# UFC on ABC: Vettori vs. Holland
UFC on ABC: Vettori vs. Holland (também conhecido como UFC on ABC 2) foi um evento de MMA produzido pelo Ultimate Fighting Championship em 10 de abril de 2021 em Las Vegas.

## Background
Esse será o primeiro evento que será parte do acordo com a Venum, nova parceira oficial de uniformes do UFC. A organização tinha parceria com a Reebok desde 2014.
Uma luta no peso médio entre Darren Till e Marvin Vettori era esperada para servir como luta principal da noite. Entretanto, Till teve que se retirar da luta após fraturar a clavícula. Kevin Holland aceitou substituir Till com 1 semana antes da luta.

## Bônus da Noite
Os lutadores receberam US$50.000 de bônus:
- Luta da Noite:  Julian Marquez vs.  Sam Alvey
- Performance da Noite:  Mackenzie Dern e  Mateusz Gamrot